# HD 179821

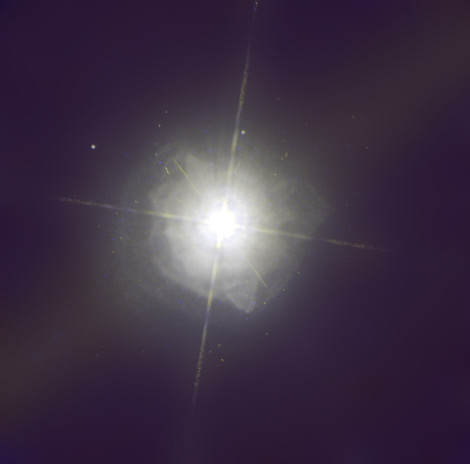
HD 179821
Foto: Hubble Legacy Archive

HD 179821 eller V1427 Aquilae, är en stjärna belägen i den mellersta delen av stjärnbilden Örnen. HD 179821 är antingen en poströd superjätte, gul hyperjätte eller en post-AGB gul superjättestjärna, omgiven av ett fristående stoftskal. Det är en halvregelbunden variabel som närmar sig slutet av sin livstid. Den har en skenbar magnitud av ca 8,19 och kräver en handkikare eller ett mindre teleskop för att kunna observeras. Baserat på parallax enligt Gaia Data Release 3 på ca 0,189 mas beräknas den befinna sig på ett avstånd av ca 17 000 ljusår (ca 5 300 parsec) från solen. Den rör sig bort från solen med en heliocentrisk radialhastighet av ca 82 km/s.

## Upptäckt
HD 179821 katalogiserades först som en omärklig stjärna av 8:e magnituden i början av 1900-talet. Den listades senare som en spektral standard G4 0-Ia, vilket anger en mycket ljusstark stjärntyp som nu är känd som en hyperjätte.
Den ansågs först anmärkningsvärd för dess överskott av infraröd strålning och dubbeltoppade spektrala energifördelning i det infraröda spektret. Dessa ansågs vara tecken på omgivande stoft och HD 179821 identifierades som en möjlig protoplanetarisk nebulosa. Variabilitet upptäcktes också.
Högupplösta spektroskopiska studier och moderna rymdbaserade observationer har avslöjat en ovanlig kemisk sammansättning och ett ihåligt sfäriskt stoftskal, men har inte helt löst om HD 179821 är en mycket lysande gul hyperjätte eller en svagare post-AGB-stjärna med lägre massa.

## Observationer
HD 179821 har ett kallt lossat stoftskal som har studerats med  rymdteleskopet Hubble. Skalet är ungefär cirkulärt till formen, har en innerdiameter på ~3,3 bågsekunder motsvarande 20 000 AE vid ett avstånd av 6 000 parsec, och en ytterdiameter på 5,7 bågsekunder eller mer, med stjärnan 0,35 bågsekund från skalets centrum. Den nuvarande massförlusten är låg, men under skalets bildning beräknas den ha varit 4 × 10−4 solmassa/år, en exceptionellt hög hastighet som är jämförbar med den för den arketypiska OH/IR röda superjätten, VY Canis Majoris. Liksom sin konstellationsgranne och även hyperjättestjärnan IRC +10420, är den omgiven av en utsträckt reflektionsnebulosa. Upptäckt vid nära IR-våglängd anger detta en massiv stjärna och, precis som med reflektionsnebulosan kring IRC +10420, kan den maskera en stjärna som är varmare än den givna G5-spektraltypen.
Det är det som bidrar till en dubbeltoppad spektral energifördelning. Det uppskattas att stjärnan har förlorat cirka 10 procent av dess initiala massa efter att ha varit en röd superjättestjärna för bara 1 600 år sedan, och är en trolig supernovakandidat.
Avståndet uppskattades en gång till cirka 6 000 parsecs. Den har en hög ljusstyrka på mellan 1,26 × 105 och 2,95 × 105 gånger solens och en radie på mellan 400 och 450 solradier. Den har en hög radiell hastighet på +100 km/s. Enligt studier av Jura et al (2001) kan stjärnan explodera som en supernova under de kommande 100 000 åren. 

### Variabilitet

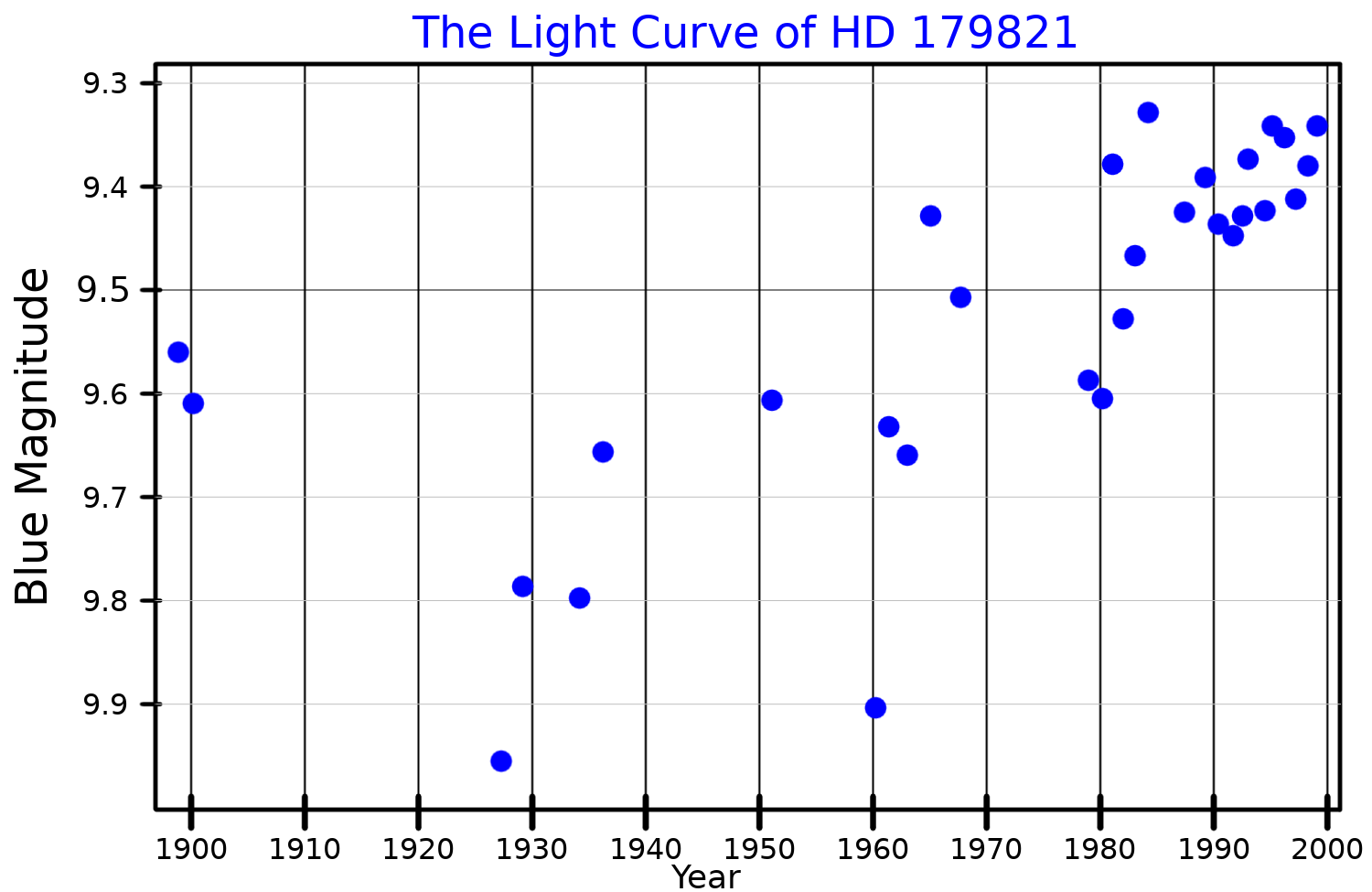
Ljuskurva i blåa bandet för HD 179821, plottad från Arkhipova et al. (2001)

HD 179821 är en halvregelbunden variabel stjärna med variabelbeteckning V1427 Aquilae. Mellan 1899 och 1989 varierade dess fotografiska skenbara magnitud oregelbundet mellan omkring magnituden 9 och 10, även om täckningen inte är fullständig och några större variationer kan ha missats. Den varierade sedan med högst 0,1 magnitud fram till 2009, vid en visuell magnitud runt 8,1.
Stjärnans färg förändrades märkbart så att variabiliteten vid olika våglängder inte är konsekvent. I allmänhet blev stjärnan blåare från 1899 till 1990, och sedan rödare igen. Färgförändringarna återspeglar sannolikt förändringar i den effektiva temperaturen och förmodligen underliggande evolutionära trender hos stjärnan, som utför en blå slinga mellan temperaturer på 4 000 till 8 000 K. Pulseringar under en stor del av denna tid inträffade med en ungefärlig period på 100 till 150 dygn, även om denna ökade till 250 dygn mellan 2010 och 2017, vilket förväntas för stjärnor som minskar i temperatur. När den är som kallast har spektraltypen registrerats som K4, medan den 2007 var nära dess hetaste tillstånd och klassificerades som F7.

### Kemisk sammansättning
Den kemiska sammansättningen av stjärnan skiljer sig från den hos andra gula superjättestjärnor. Stjärnan har måttligt metallunderskott och huvudämnena som finns i stjärnan (förutom väte och helium) är syre, kol och kväve. Molekyler som väteisocyanid, svavelmonoxid och HCO+ har upptäckts i stjärnans omgivande hölje. Dessa molekyler kan vara resultatet av en aktiv fotokemi, genererad av UV-fotoner som sänds ut av den centrala stjärnan när den värms upp, eller kan produceras i stötar.

## Kontrovers
Medan de flesta författare anser att HD 179821 är en varm hyperjättestjärna tror andra att den faktiskt är en protoplanetär nebulosa eller en mindre stjärna efter-AGB på ett avstånd av 1 kiloparsec (3 200 ljusår). I så fall skulle stjärnans ljusstyrka och radie vara mycket lägre, cirka 16 000 gånger solens och 60 till 80 solradier, och dess initiala massa skulle vara lika med solens nuvarande massa.
Denna diskrepans uppstår eftersom dess avstånd var för stort för att kunna mätas med parallax före Gaia-uppdraget och den har vissa egenskaper hos både en gul hyperjätte och en protoplanetär nebulosa/Post-AGB-stjärna. Gaia Data Release 3 ger en parallax på 0,19  mas innebär ett avstånd runt 5300 parsec.